# Шервуд (Орегон)
Шервуд (англ. Sherwood) — місто (англ. city) в США, в окрузі Вашингтон штату Орегон. Населення — 20 450 осіб (2020).

## Географія
Шервуд розташований за координатами 45°21′35″ пн. ш. 122°50′35″ зх. д. / 45.35972° пн. ш. 122.84306° зх. д. (45.359784, -122.843028).  За даними Бюро перепису населення США в 2010 році місто мало площу 11,17 км², уся площа — суходіл.

### Клімат
| Клімат : Шервуд       | Клімат : Шервуд | Клімат : Шервуд | Клімат : Шервуд | Клімат : Шервуд | Клімат : Шервуд | Клімат : Шервуд | Клімат : Шервуд | Клімат : Шервуд | Клімат : Шервуд | Клімат : Шервуд | Клімат : Шервуд | Клімат : Шервуд | Клімат : Шервуд |
| Показник              | Січ.            | Лют.            | Бер.            | Квіт.           | Трав.           | Черв.           | Лип.            | Серп.           | Вер.            | Жовт.           | Лист.           | Груд.           | Рік             |
| Середній максимум, °C | 9,4             | 11,7            | 14,4            | 17,2            | 20,6            | 23,9            | 27,2            | 27,2            | 25,0            | 18,3            | 12,2            | 8,3             | 18,0            |
| Середній мінімум, °C  | 1,7             | 1,7             | 3,3             | 5,0             | 7,8             | 10,0            | 12,2            | 12,2            | 10,0            | 6,1             | 3,3             | 1,1             | 6,2             |
| Норма опадів, мм      | 155             | 117             | 103             | 76              | 58              | 45              | 14              | 16              | 35              | 79              | 162             | 173             | 1033            |
| --------------------- | --------------- | --------------- | --------------- | --------------- | --------------- | --------------- | --------------- | --------------- | --------------- | --------------- | --------------- | --------------- | --------------- |
| Джерело:              |                 |                 |                 |                 |                 |                 |                 |                 |                 |                 |                 |                 |                 |

## Демографія
Згідно з переписом 2010 року, у місті мешкали 18 194 особи в 6316 домогосподарствах у складі 4857 родин. Густота населення становила 1628 осіб/км².  Було 6569 помешкань (588/км²).
Расовий склад населення:
| - 88,5 % — білих - 3,5 % — азіатів - 0,8 % — чорних або афроамериканців - 0,5 % — корінних американців - 0,3 % — вихідців з тихоокеанських островів - 2,7 % — осіб інших рас |

До двох чи більше рас належало 3,7 %. Частка іспаномовних становила 7,0 % від усіх жителів.
За віковим діапазоном населення розподілялося таким чином: 33,6 % — особи молодші 18 років, 59,6 % — особи у віці 18—64 років, 6,8 % — особи у віці 65 років та старші. Медіана віку мешканця становила 34,3 року. На 100 осіб жіночої статі у місті припадало 95,5 чоловіків;  на 100 жінок у віці від 18 років та старших — 91,4 чоловіків також старших 18 років.
Середній дохід на одне домашнє господарство  становив 91 534 долари США (медіана — 80 107), а середній дохід на одну сім'ю — 102 344 долари (медіана — 92 708). Медіана доходів становила 70 923 долари для чоловіків та 46 702 долари для жінок. За межею бідності перебувало 5,9 % осіб, у тому числі 5,5 % дітей у віці до 18 років та 10,4 % осіб у віці 65 років та старших.
Цивільне працевлаштоване населення становило 8983 особи. Основні галузі зайнятості: освіта, охорона здоров'я та соціальна допомога — 20,8 %, виробництво — 14,7 %, науковці, спеціалісти, менеджери — 12,8 %, роздрібна торгівля — 11,1 %.